# Municipio de San Lucas Camotlán
El municipio de San Lucas Camotlán (del náhuatl: camotl, tlan ‘camote, lugar’‘Lugar del camote’) es uno de los 570 municipios que conforman al estado mexicano de Oaxaca. Pertenece al distrito de Mixe, dentro de la Región Sierra de Juárez. Su cabecera es la localidad de San Lucas Camotlán.

## Geografía
El municipio abarca 101.98 km² y se encuentra a una altitud promedio de 1280 m s. n. m., oscilando entre 2300 y 400 m s. n. m.
Colinda al norte con los municipios de San Miguel Quetzaltepec y San Juan Mazatlán, al este con Santiago Ixcuintepec, al sur con San Carlos Yautepec, y al oeste con San Miguel Quetzaltepec.

### Fisiografía
El municipio pertenece a la subprovincia de las sierras orientales, dentro de la provincia de la Sierra Madre del Sur. La totalidad de su territorio pertenece al sistema de topoformas de la sierra alta compleja.

### Hidrografía
El 80% del territorio del municipio está clasificado dentro de la subcuenca del río Ixcuintepec, que pertenece a la cuenca del río Coatzacoalcos, dentro de la región hidrológica del Coatzacoalcos; el 13% de su superficie lo cubre la subcuenca del río Trinidad, dentro de la cuenca del río Papaloapan, perteneciente a la región hidrológica del Papaloapan; y el 7% restante le corresponde a la subcuenca del río Alto Tehuantepec, parte de la cuenca del río Tehuantepec, perteneciente a la región hidrológica de Tehuantepec. El afluente principal del municipio es el río Grande.

## Clima
El clima del municipio es cálido húmedo con abundantes lluvias en verano en el 43% de su territorio, semicálido húmedo con abundantes lluvias en verano en el 23%, templado húmedo con abundantes lluvias en verano en el 18% y semicálido húmedo con lluvias todo el año en el 16% restante. El rango de temperatura promedio es de 16 a 26 grados celcius y el rango de precipitación promedio anual de 1200 a 3000 mm.

## Demografía
De acuerdo al último censo, realizado por el INEGI en 2010, en el municipio habitan 3026 personas, repartidas entre 3 localidades. Del total de habitantes de San Lucas Camotlán, 2693 personas dominan alguna lengua indígena.

### Grado de marginación
De acuerdo a los estudios realizados por la Secretaría de Desarrollo Social en 2010, 63% de la población del municipio vive en condiciones de pobreza extrema. El grado de marginación de San Lucas Camotlán es clasificado como Muy alto. En 2013 el municipio fue incluido en la Cruzada nacional contra el hambre.

## Gobierno
El municipio se rige mediante el sistema de usos y costumbres, eligiendo gobernantes cada año de acuerdo a un sistema establecido por las tradiciones de sus antepasados.